# Oh, Boy!
Oh, Boy! – niemiecki komediodramat z 2012 roku w reżyserii i na podstawie scenariusza Jana-Ole Gerstera.

## Obsada
- Tom Schilling jako Niko Fischer
- Marc Hosemann jako Matze
- Friederike Kempter jako Julika Hoffmann
- Justus von Dohnányi jako Karl Speckenbach
- Katharina Schüttler jako Elli
- Arnd Klawitter jako Phillip Rauch
- Martin Brambach jako Jörg
- Andreas Schröders jako psycholog
- Katharina Hauck jako pracownica kawiarni
- Ulrich Noethen jako Walter Fischer
- Frederick Lau jako Ronny
- Steffen Jürgens jako Ralf
- Michael Gwisdek jako Friedrich, starzec
- Robert Hofmann jako Pascal
- Inga Birkenfeld jako Hannah
- Leander Modersohn jako krawiec
- Annika Ernst jako prostytutka

i inni.